# Wielersport op de Olympische Zomerspelen 2016 – Tijdrit mannen
De individuele tijdrit voor de mannen op de Olympische Zomerspelen 2016 vond plaats op woensdag 10 augustus 2016. De Brit Bradley Wiggins won de gouden medaille in 2012, maar behoorde niet tot het deelnemersveld in Rio. Nummer twee Tony Martin deed wel mee, net als 39 andere wielrenners uit 30 landen. Onder de overige deelnemers bevonden zich onder anderen de Brit Chris Froome, de winnaar van de Ronde van Frankrijk 2016, regerend wereldkampioen Vasil Kiryjenka (Wit-Rusland), Fabian Cancellara (Zwitserland) en Tom Dumoulin (Nederland).
Het parcours van de olympische tijdrit besloeg ruim 54 kilometer, beginnend op de Estrada do Pontal. De wielrenner begon na tweeënhalve kilometer aan een eerste ronde bij de Grumaribuurt. Deze ronde, die ook voorkwam in het parcours voor de wegwedstrijd is circa 25 kilometer lang, telt twee klimmen en een kasseienstrook en werd tweemaal afgelegd. De eerste klim bevond zich op 9,7 kilometer van de start, de tweede en steilere klim bevond zich op 19,2 kilometer, hetgeen in de tweede ronde werd herhaald. De wielrenner finishte op de locatie waar ook de startstreep was getrokken.
Cancellara won uiteindelijk de tijdrit voor de tweede keer in zijn loopbaan. In Rio de Janeiro legde de Zwitser het 54,6 kilometer lange parcours als snelste af. Dumoulin eindigde op 47 seconden van Cancellara, wat genoeg was voor een zilveren medaille. Froome won het brons; hij was bijna vijftien seconden langzamer dan Dumoulin.

## Uitslag
| rang   | naam                    | land             | tijd       |
| ------ | ----------------------- | ---------------- | ---------- |
| Goud   | Fabian Cancellara       | Zwitserland      | 1:12:15.42 |
| Zilver | Tom Dumoulin            | Nederland        | 1:13:02.83 |
| Brons  | Chris Froome            | Groot-Brittannië | 1:13:17.54 |
| 4      | Jonathan Castroviejo    | Spanje           | 1:13:21.50 |
| 5      | Rohan Dennis            | Australië        | 1:13:25.66 |
| 6      | Maciej Bodnar           | Polen            | 1:14:05.89 |
| 7      | Nélson Oliveira         | Portugal         | 1:14:15.27 |
| 8      | Jon Izagirre            | Spanje           | 1:14:21.59 |
| 9      | Geraint Thomas          | Groot-Brittannië | 1:14:52.85 |
| 10     | Primož Roglič           | Slovenië         | 1:14:55.16 |
| 11     | Leopold König           | Tsjechië         | 1:15:23.64 |
| 12     | Tony Martin             | Duitsland        | 1:15:33.75 |
| 13     | Simon Geschke           | Duitsland        | 1:15:49.88 |
| 14     | Michał Kwiatkowski      | Polen            | 1:15:55.49 |
| 15     | Jan Bárta               | Tsjechië         | 1:15:56.91 |
| 16     | Georg Preidler          | Oostenrijk       | 1:16:02.36 |
| 17     | Vasil Kiryjenka         | Wit-Rusland      | 1:16:05.70 |
| 18     | Andrij Hryvko           | Oekraïne         | 1:16:33.24 |
| 19     | Christopher Juul-Jensen | Denemarken       | 1:16:49.62 |
| 20     | Tim Wellens             | België           | 1:16:49.71 |
| 21     | Hugo Houle              | Canada           | 1:17:02.04 |
| 22     | Taylor Phinney          | Verenigde Staten | 1:17:25.31 |
| 23     | Brent Bookwalter        | Verenigde Staten | 1:17:57.61 |
| 24     | Andrej Zejts            | Kazachstan       | 1:18:47.63 |
| 25     | Kanstantsin Siwtsow     | Wit-Rusland      | 1:18:58.75 |
| 26     | Eduardo Sepúlveda       | Argentinië       | 1:19:07.84 |
| 27     | Damiano Caruso          | Italië           | 1:19:46.53 |
| 28     | Pavel Kotsjetkov        | Rusland          | 1:20:07.59 |
| 29     | Alexis Vuillermoz       | Frankrijk        | 1:20:43.87 |
| 30     | Edvald Boasson Hagen    | Noorwegen        | 1:21:12.35 |
| 31     | Ghader Mizbani          | Iran             | 1:21:39.45 |
| 32     | Julian Alaphilippe      | Frankrijk        | 1:24:39.99 |
| 33     | Mouhssine Lahsaini      | Marokko          | 1:25:11.72 |
| 34     | Ahmet Örken             | Turkije          | 1:27:37.41 |
| 35     | Dan Craven              | Namibië          | 1:27:47.93 |
| —      | Jonathan Monsalve       | Venezuela        | DNS        |
| —      | Youcef Reguigui         | Algerije         | DNS        |

1996: Miguel Indurain ·
2000: Vjatsjeslav Jekimov ·
2004: Vjatsjeslav Jekimov ·
2008: Fabian Cancellara ·
2012: Bradley Wiggins ·
2016: Fabian Cancellara ·
2020: Primož Roglič ·
2024: Remco Evenepoel